# 말라 노체
《말라 노체》(Bad Night, Mala Noche)는 미국에서 제작된 구스 반 산트 감독의 1986년 드라마 영화이다. 팀 스트리터 등이 주연으로 출연하였고 구스 반 산트 등이 제작에 참여하였다. 이 영화는 오리건주 포틀랜드에서 흑백 16mm로 촬영되었다.

## 출연

### 주연
- 팀 스트리터
- 더그 쿠아이엣

### 조연
- 샘 도니
- 닐라 맥카시
- 레이 몬지
- 로버트 리 핏츠린